# غوثيك 3
غوثيك 3 (بالإنجليزية: Gothic 3)‏ هي لعبة فيديو من نوع  تقمص الأدوار من تطوير شركة بيرانها بايتس الألمانية، صدرت في أكتوبر 2006 على نظام مايكروسوفت ويندوز.